# Mazères-de-Neste
Mazères-de-Neste is een gemeente in het Franse departement Hautes-Pyrénées (regio Occitanie) en telt 288 inwoners (2004). De plaats maakt deel uit van het arrondissement Bagnères-de-Bigorre.

## Geografie
De oppervlakte van Mazères-de-Neste bedraagt 3,3 km², de bevolkingsdichtheid is 87,3 inwoners per km².

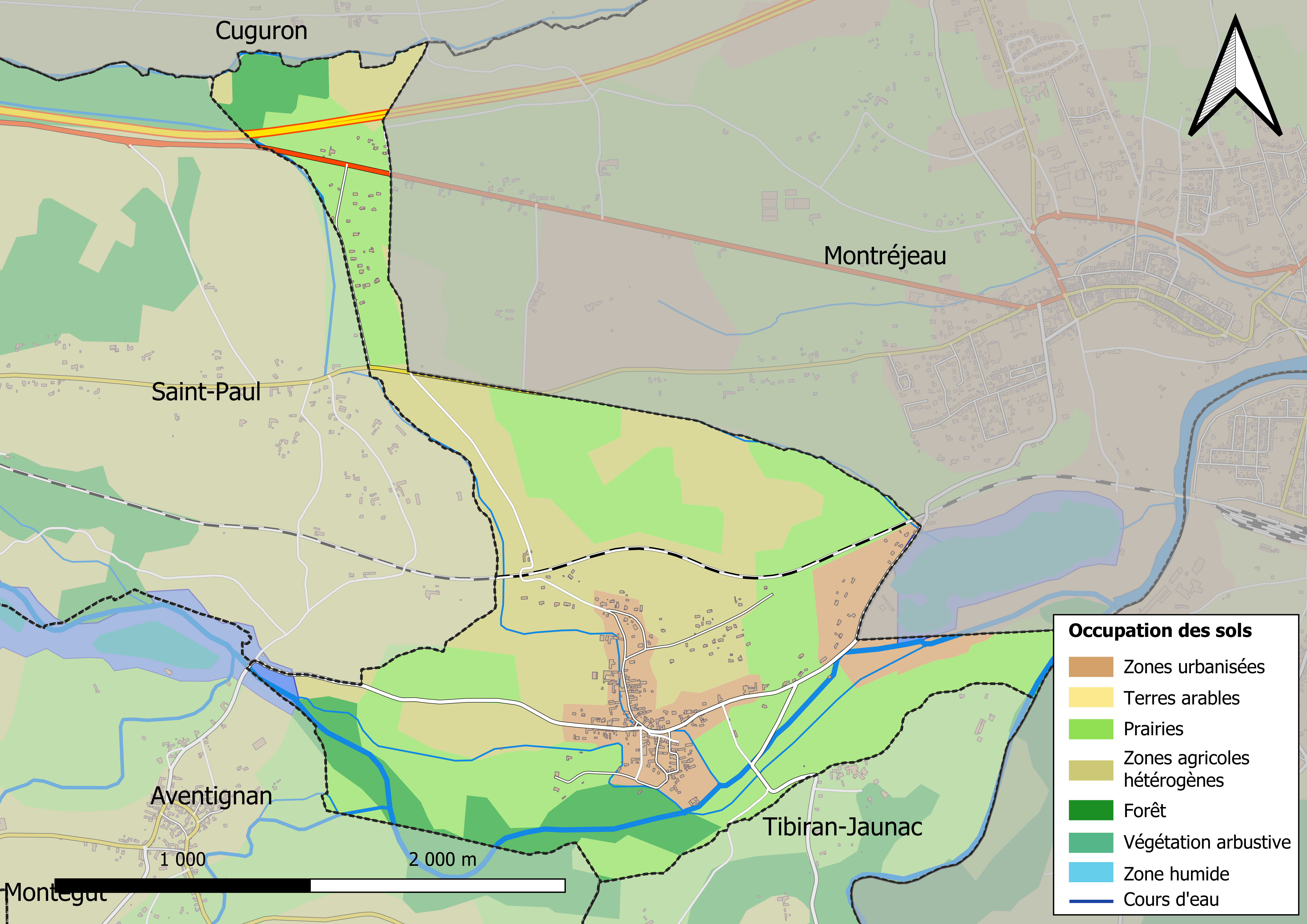
Kaart van de gemeente met belangrijkste infrastructuur, bodemgebruik en omliggende gemeenten

## Demografie
Onderstaande figuur toont het verloop van het inwonertal (bron: INSEE-tellingen).

1. ↑  Populations de référence 2022.